# 阿當斯／瓦巴什站
阿當斯／瓦巴什站（英語：Adams/Wabash station）是一個芝加哥地鐵棕線、綠線、橙線、粉紅線及紫線車站。
在1963年以前，此站同時有芝加哥北岸及密爾沃基鐵路的跨城列車。此站是距離芝加哥交響樂團主場芝加哥交響中心最接近的地鐵站，也是距離芝加哥藝術博物館最近的地鐵站。

## 外部連結
维基共享资源上的相關多媒體資源：阿當斯／瓦巴什站
- Adams/Wabash Station Page （页面存档备份，存于） at Chicago-L.org
- Historic American Engineering Record (HAER) No. IL-1-C, "Union Elevated Railroad, Adams Street Station"
- Adams Street entrance from Google Maps Street View